# Omloop van het Hageland 2023
De 18e editie van de Belgische wielerwedstrijd Omloop van het Hageland werd gehouden op 26 februari 2023. De start lag in Aarschot en aankomst in Tielt-Winge. De Italiaanse Marta Bastianelli was titelverdedigster. Zij werd opgevolgd door de Nederlandse Lorena Wiebes, die in 2020 ook al de beste was.

## Uitslag
| Plaats  | Naam                | Ploeg                       | Tijd     |
| ------- | ------------------- | --------------------------- | -------- |
| Winnaar | Lorena Wiebes       | Team SD Worx                | 3u21'19" |
| 2       | Marta Bastianelli   | UAE Team ADQ                | z.t.     |
| 3       | Audrey Cordon-Ragot | Zaaf Cycling Team           | z.t      |
| 4       | Arianna Fidanza     | Ceratizit-WNT               | z.t      |
| 5       | Roxane Fournier     | Saint Michel-Mavic-Auber 93 | z.t.     |
| 6       | Letizia Paternoster | Jayco AlUla                 | z.t.     |
| 7       | Julie De Wilde      | Fenix-Deceuninck            | z.t.     |
| 8       | Aude Biannic        | Movistar                    | z.t.     |
| 9       | Lauretta Hanson     | Trek-Segafredo              | z.t.     |
| 10      | Mylène de Zoete     | Ceratizit-WNT               | z.t.     |

2005 · 2006 · 2007 · 2008 · 2009 · 2010 · 2011 · 2012 · 2013 · 2014 · 2015 · 2016 · 2017 · 2018 · 2019 · 2020 · 2021 · 2022 · 2023 · 2024 · 2025